# Saint-Symphorien-de-Lay
Saint-Symphorien-de-Lay è un comune francese di 1 788 abitanti situato nel dipartimento della Loira della regione dell'Alvernia-Rodano-Alpi.

## Società

### Evoluzione demografica
Abitanti censiti